# Alfabeto abcázio

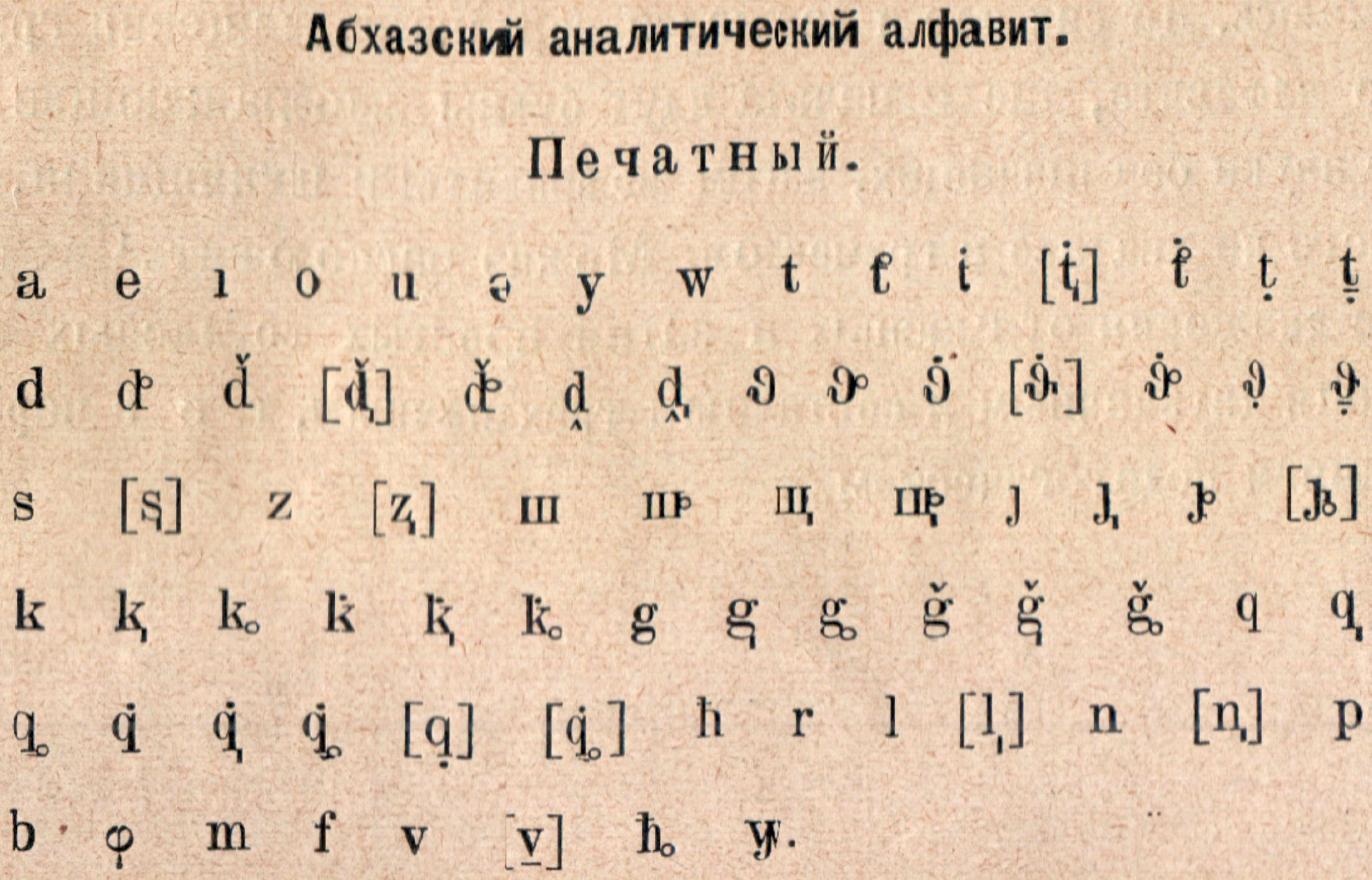
O alfabeto abcázio latino oficialmente usado entre 1926 e 1928, elaborado por Nicholas Marr

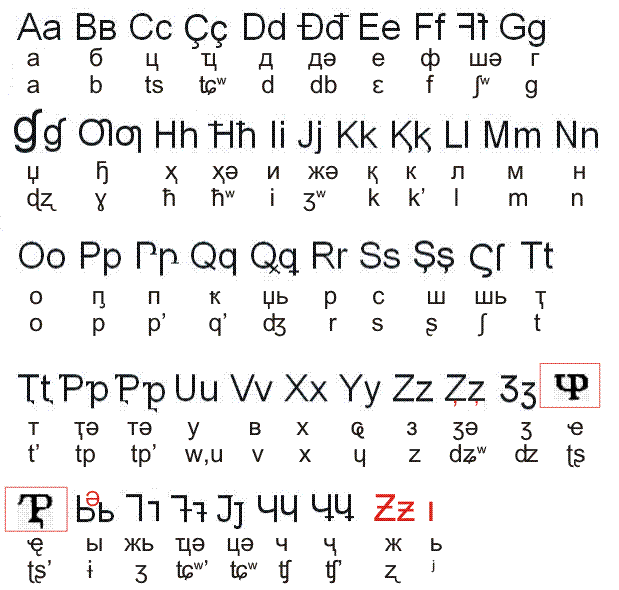
O alfabeto abcázio latino oficialmente utilizado entre 1928 e 1938, com seus correspondentes em círilico e suas transcrições no Alfabeto Fonético Internacional.

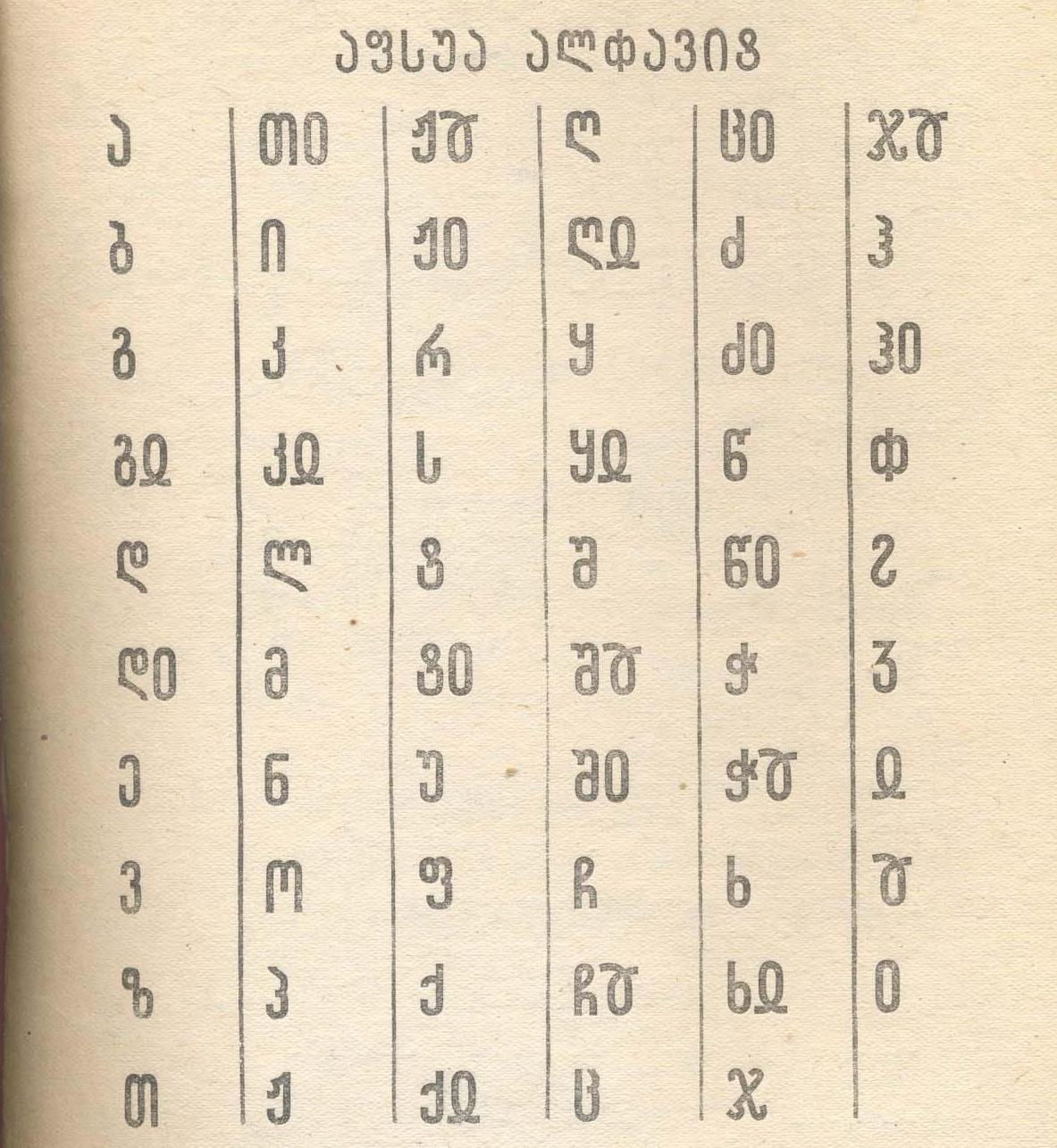
Alfabeto abcázio baseado no alfabeto georgiano, usado oficialmente entre 1938 e 1953.

O alfabeto abcázio ou abcásio é o alfabeto usado para escrever a língua abcázia, idioma falado especialmente na região da Abcázia, província autônoma separatista da Geórgia, na fronteira com a Rússia. É falada ainda pela diáspora abcázia pelo mundo. O alfabeto abcázio usa letras do alfabeto cirílico especialmente adaptadas para acomodar os fonemas da língua abcázia, e é composto por 62 letras.